# USS Vesole (DD-878)
USS Vesole (DD-878) là một tàu khu trục lớp Gearing được Hải quân Hoa Kỳ chế tạo vào giai đoạn cuối Chiến tranh Thế giới thứ hai. Nó là chiếc tàu chiến duy nhất của Hải quân Mỹ được đặt theo tên Thiếu úy Hải quân Kay K. Vesole (1913-1943), người đã tử trận trong một vụ không kích tại Bari, Ý vào ngày 2 tháng 12 năm 1943, và được truy tặng Huân chương Chữ thập Hải quân. Hoàn tất khi chiến tranh đã sắp kết thúc, con tàu tiếp tục phục vụ trong giai đoạn Chiến tranh Lạnh và Chiến tranh Việt Nam cho đến khi xuất biên chế và xóa đăng bạ năm 1976. Con tàu bị đánh chìm như một mục tiêu vào năm 1983. Vesole được tặng thưởng hai Ngôi sao Chiến trận do thành tích phục vụ trong Chiến tranh Việt Nam.

## Thiết kế và chế tạo
Vesole được đặt lườn tại xưởng tàu của hãng Consolidated Steel Corporation ở Orange, Texas vào ngày 3 tháng 7 năm 1944. Nó được hạ thủy vào ngày 29 tháng 12 năm 1944; được đỡ đầu bởi bà Kay K. Vesole, vợ góa Thiếu úy Vesole, và nhập biên chế vào ngày 23 tháng 4 năm 1945.

## Lịch sử hoạt động

### 1945 - 1950
Vesole lên đường vào ngày 11 tháng 5 để đi đến khu vực vịnh Guantánamo, Cuba, và chạy thử máy huấn luyện cho đến ngày 10 tháng 6. Nó quay trở lại Norfolk, Virginia hai ngày sau đó để được cải biến thành một tàu khu trục cột mốc radar, và sau khi hoàn tất vào ngày 29 tháng 7 nó tiếp tục huấn luyện dọc theo vùng bờ Đông và khu vực quần đảo Tây Ấn. Con tàu khởi hành vào ngày 13 tháng 8, hướng đến kênh đào Panama trong hành trình đi sang khu vực Thái Bình Dương. Trên đường đi, nó được tin tức về việc Đế quốc Nhật Bản chấp nhận đầu hàng, nhưng được lệnh tiếp tục chuyến đi và đến San Diego vào ngày 24 tháng 8. Nó tiếp tục chuyến đi bốn ngày sau đó, hướng đến Trân Châu Cảng, nơi nó gia nhập cùng tàu sân bay Boxer (CV-21) cho chuyến đi sang Nhật Bản.
Trong hơn một năm hoạt động tại Viễn Đông, Vesole thực hiện nhiều hoạt động huấn luyện, thường là phối hợp cùng các đội đặc nhiệm tàu sân bay, nhất là với Boxer, Lexington (CV-16) và Intrepid (CV-11). Nó tuần tra dọc bờ biển Trung Quốc, viếng thăm Thanh Đảo và Thượng Hải cùng các cảng Nhật Bản Tokyo, Kure và Yokosuka, và đã hai lần có các chuyến khứ hồi đến quần đảo Mariana vào các mùa Đông năm 1945 và 1946. Sang năm 1946, ngoài các cảng Nhật Bản, Trung Quốc và Philippines, con tàu còn ghé đến Okinawa và Hong Kong. Nó rời Thanh Đảo vào tháng 11, 1946 để quay trở về nhà, ghé qua Guam vào ngày 29 tháng 11 và có chặng dừng ngắn tại Trân Châu Cảng trước khi về đến San Diego vào ngày 16 tháng 12.
Vesole cùng Đội khu trục 141 khởi hành từ San Diego vào ngày 6 tháng 1, 1947 để đi sang vùng bờ Đông ngang qua kênh đào Panama. Nó ở lại Norfolk từ ngày 23 đến ngày 29 tháng 1 trước khi đi vào Xưởng hải quân New York, nơi con tàu được đại tu trong ba tháng. Hoàn tất việc sửa chữa vào ngày 30 tháng 4, nó tiến hành chạy thử máy, rồi sang tháng 6 bắt đầu huấn luyện ôn tập. Nhiều đợt thực hành và tập trận từ căn cứ Newport, Rhode Island được nó tiếp nối cho đến ngày 2 tháng 9, khi con tàu lên đường đi sang vùng biển Châu Âu. Đi đến Plymouth, Anh vào ngày 11 tháng 9, trong năm tháng tiếp theo chiếc tàu khu trục viếng thăm các cảng Antwerp, Bỉ và Lisbon, Bồ Đào Nha cùng nhiều cảng Anh khác. Nó rời Plymouth vào ngày 4 tháng 2, 1948 để quay trở về Hoa Kỳ, và về đến Newport đúng ngày lễ Valentine.
Sau bốn tháng hoạt động thường lệ dọc theo vùng bờ Đông, Vesole lại lên đường vào ngày 5 tháng 6 để đi sang vùng biển Tây Âu, lần này là với mục đích thực tập cho những học viên sĩ quan thuộc Học viện Hải quân Hoa Kỳ trong thành phần một đội đặc nhiệm tàu sân bay, hình thành chung quanh chiếc Coral Sea (CV-43). Hoạt động thực hành trên đường đi, đội đặc nhiệm viếng thăm Lisbon, Bồ Đào Nha, rồi tiến vào Địa Trung Hải và hoạt động cho đến ngày 12 tháng 7 khi nó quay về khu vực vịnh Guantánamo, Cuba. Sau một tháng tiếp tục thực hành huấn luyện tại vùng biển Tây Ấn, chiếc tàu khu trục tiễn các học viên rời tàu tại Annapolis, Maryland vào ngày 24 tháng 8, rồi đi đến Xưởng hải quân Boston cho một đợt đại tu kéo dài hai tháng. Đến tháng 11, nó bắt đầu huấn luyện ôn tập sau đại tu, thoạt tiên tại vùng vịnh Narragansett và sau đó là tại khu vực Tây Ấn.
Vesole có những hoạt động thường lệ cùng Đệ Nhị hạm đội tại vùng bờ Đông trong năm tháng tiếp theo, rồi khởi hành từ Newport vào ngày 18 tháng 4, 1949 cho một lượt hoạt động khác tại Địa Trung Hải. Phần lớn thời gian của nó được dành cho việc huấn luyện, cho đến ngày 17 tháng 9 khi nó lên đường quay trở về nhà. Về đến Newport vào ngày 25 tháng 9, nó lại hoạt động tại vùng bờ Đông, bao gồm những lượt thực hành tại vùng biển lạnh giá lẫn vùng biển Caribe ấm áp, kéo dài cho đến ngày 3 tháng 5, 1950, khi nó cùng Đội đặc nhiệm 88.1 rời Norfolk để đi sang khu vực Địa Trung Hải. Trong năm tháng tiếp theo, nó viếng thăm nhiều cảng dọc bờ biển Địa Trung Hải và thực hiện nhiều đợt thực tập đổ bộ cũng như tập trận phối hợp với các tàu sân bay nhanh. Nó hoàn tất đợt hoạt động vào tháng 9 và quay trở về Norfolk vào ngày 4 tháng 10.

### 1951 - 1964
Vesole hầu như ngay lập tức được đại tu, công việc kéo dài cho đến ngày 15 tháng 2, 1951, khi nó bắt đầu một đợt huấn luyện ôn tập kéo dài trong sáu tuần tại vùng biển Tây Ấn. Quay trở về Norfolk vào ngày 3 tháng 4, con tàu lại tiếp tục chuẩn bị cho một chuyến đi khác sang Địa Trung Hải. Nó khởi hành từ Norfolk vào ngày 15 tháng 5 để gia nhập Đệ Lục hạm đội, và tham gia một loạt các cuộc thực hành huấn luyện khác nhau, bao gồm Chiến dịch Beehive, một cuộc tập trận đa quốc gia phối hợp cùng hải quân các nước Anh, Pháp và Ý. Nó cũng viếng thăm các cảng suốt khu vực Địa Trung Hải trước khi rời Gibraltar vào ngày 23 tháng 9 và về đến Norfolk vào ngày 6 tháng 10.
Tại vùng bờ Đông, Vesole tiếp nối các hoạt động thường lệ cùng Đệ Nhị hạm đội, bao gồm một cuộc tập trận Hạm đội Đại Tây Dương quy mô lớn và các đợt thực hành đổ bộ và hộ tống vận tải. Sau khi ghé đến Xưởng hải quân New York để được bổ sung những thiết bị điện tử mới, nó quay trở về Norfolk để chuẩn bị cho một chuyến đi khác sang Địa Trung Hải. Rời Norfolk vào ngày 21 tháng 4, 1952, trong sáu tháng tiếp theo nó tham gia các hoạt động thực hành huấn luyện của Đệ Lục hạm đội và viếng thăm các cảng. Nó rời Lisbon, Bồ Đào Nha vào ngày 11 tháng 10 để quay trở về nhà, về đến Norfolk vào ngày 20 tháng 10.
Trong năm tháng tiếp theo sau, Vesole được cải biến tại Xưởng hải quân Norfolk. Nó thay thế các khẩu đội phòng không Bofors 40 mm bằng pháo 3 in (76 mm)/50 cal trên các bệ nòng đôi; cột ăn-ten phía sau được tháo dỡ và trang bị một cột ăn-ten trước cao hơn. Ngoài ra con tàu cũng được bổ sung những thiết bị radar, điện tử và thông tin liên lạc hiện đại hơn. Hoàn tất công việc trong xưởng tàu vào cuối tháng 3, và từ cuối tháng 4 bắt đầu hoạt động huấn luyện ôn tập tại khu vực vịnh Guantánamo, Cuba. Sau khi quay trở về Norfolk vào ngày 14 tháng 6, nó tiếp tục các hoạt động thường lệ từ cảng này, cho đến khi lên đường đi sang khu vực Địa Trung Hải vào ngày 16 tháng 9, 1953.
Trong một thập niên tiếp theo sau, Vesole tiếp tục luân phiên các lượt biệt phái phục vụ cùng Đệ Lục hạm đội tại Địa Trung Hải với những giai đoạn được nghỉ ngơi, bảo trì, sửa chữa và huấn luyện hay tập trận dọc theo vùng bờ Đông và vùng biển Tây Ấn. Trong lượt phục vụ tại Địa Trung Hải vào năm 1958, chiếc tàu khu trục được tặng thưởng Huân chương Viễn chinh Lực lượng Vũ trang do đã tham gia lực lượng hải quân hỗ trợ cho việc đổ bộ binh lính Thủy quân Lục chiến lên Beirut, và sau đó hoạt động tuần tra ngoài khơi Liban vào lúc xảy ra cuộc khủng hoảng chính trị tại đất nước này.
Vesole lại được tặng thưởng huân chương này lần thứ hai vào năm 1962, khi vào cuối tháng 10, việc phát hiện ra Liên Xô bố trí những tên lửa đạn đạo tầm trung mang đầu đạn hạt nhân tại Cuba đã đưa đến vụ Khủng hoảng tên lửa Cuba. Chiếc tàu khu trục lại được huy động vào lực lượng hải quân "cô lập" hòn đảo Trung Mỹ này, hoạt động tuần tra tại vùng biển giữa Key West, Florida và Havana, Cuba, và đã trực tiếp khám xét hai tàu chở hàng Liên Xô, tìm thấy những tên lửa được tháo dỡ và đang trên đường quay trở về Nga. Con tàu chỉ quay về cảng sau khi khi vụ khủng hoảng được giải quyết bằng con đường thương lượng hòa bình.
Vào tháng 1, 1964, Vesole trải qua một đợt sửa chữa và nâng cấp tại Xưởng hải quân Philadelphia, trong khuôn khổ Chương trình Hồi sinh và Hiện đại hóa Hạm đội I (FRAM: Fleet Rehabilitation and Modernization), nhằm kéo dài vòng đời hoạt động thêm 10 đến 20 năm, đồng thời nâng cao năng lực tác chiến. Nó được cải tiến những thiết bị điện tử, radar và sonar hiện đại. Tháp pháo 5-inch phía trước thứ hai được tháo dỡ thay thế, bằng hai bệ ống phóng ngư lôi Mark 32 ba nòng, trang bị thêm bệ phóng tên lửa chống ngầm RUR-5 ASROC giữa các ống khói, cùng hầm chứa và sàn đáp để vận hành máy bay trực thăng không người lái chống tàu ngầm Gyrodyne QH-50 DASH.

### 1965 - 1970
Hoàn thành việc nâng cấp vào tháng 9, 1964, Vesole rời Philadelphia vào ngày 7 tháng 10 để chuyển đến cảng nhà mới Newport, Rhode Island, và bắt đầu phục vụ trong thành phần một đội đặc nhiệm tìm-diệt tàu ngầm trực thuộc Hạm đội Đại Tây Dương. Nhiệm vụ này kéo dài cho đến cuối năm 1965, khi chiếc tàu khu trục lên đường cho lượt phục vụ duy nhất trong khuôn khổ cuộc Chiến tranh Việt Nam. Trong giai đoạn từ cuối năm 1965 đến đầu năm 1966, nó tham gia các Chiến dịch Sea Dragon và Market Time dọc theo bờ biển Việt Nam nhằm ngăn chặn việc vận chuyển vũ khí và tiếp liệu ven biển của đối phương, đồng thời đã bắn hải pháo hỗ trợ cho hoạt động tác chiến của lực lượng trên bộ. Đôi khi nó cũng hoạt động trong vai trò hộ tống chống tàu ngầm cho những tàu sân bay hoạt động tại vịnh Bắc Bộ. Sau khi quay trở về căn cứ tại vịnh Subic, Philippines để bảo trì, nó cùng Hải đội Khu trục 24 lên đường để quay trở về Hoa Kỳ. Sau hành trình đi ngang qua Ấn Độ Dương, kênh đào Suez, Địa Trung Hải và Đại Tây Dương, nó về đến Newport vào ngày 8 tháng 4, 1966.
Trong sáu năm tiếp theo, Vesole đã bốn lần được phái sang hoạt động tại vùng biển nước ngoài, bao gồm ba lượt phục vụ cùng Lực lượng Trung Đông tại khu vực Ấn Độ Dương và một lượt cùng Lực lượng Hải quân NATO tại khu vực Đông Đại Tây Dương và vùng biển Châu Âu. Vào tháng 11, 1966, nó khởi hành từ Newport và đi ngang qua Địa Trung Hải để phục vụ cùng Lực lượng Trung Đông; nó băng qua kênh đào Suez vào ngày 29 tháng 12 và thay phiên cho tàu khu trục Johnston (DD-821) tại Port Sudan. Lượt phục vụ này thuần túy chỉ bao gồm các hoạt động huấn luyện và viếng thăm các cảng Đông Phi cùng Aden tại Yemen. Khi kết thúc lượt hoạt động vào ngày 28 tháng 2, 1967, con tàu quay trở lại kênh đào Suez để đi ngang Địa Trung Hải, và về đến Newport vào ngày 21 tháng 3.
Vesole tiếp nối các hoạt động thường lệ, hoạt động xa về phía Nam đến tận Jacksonville, Florida, cho đến hết năm 1967. Trong hai tháng đầu năm 1968, nó thực hành huấn luyện tại khu vực Tây Ấn trước khi đi vào Xưởng hải quân Boston vào ngày 12 tháng 4 cho một đợt đại tu, kéo dài cho đến ngày 19 tháng 8. Hoạt động huấn luyện tại vùng biển Tây Ấn được nó thực hiện trong tháng 9 và tháng 10, trước khi nó quay trở về Newport vào ngày 7 tháng 11, và chuẩn bị cho lượt biệt phái hoạt động tiếp theo.
Khởi hành từ Newport vào ngày 6 tháng 1, 1969, Vesole hướng sang Hà Lan, nơi nó phục vụ trong năm tháng tiếp theo cùng Lực lượng Hải quân Thường trực NATO tại Đại Tây Dương, một hải đội đa quốc gia do một Thiếu tướng Hải quân Hà Lan và một tham mưu trưởng Canada chỉ huy. Đi đến Den Helder, Hà Lan vào ngày 18 tháng 1, hoạt động của nó bao gồm một loạt các cuộc tập trận đa quốc gia và viếng thăm thiện chí các cảng Bắc Âu, bao gồm Portland, Plymouth, Portsmouth và London, Anh; Trondheim, Na Uy; và Lisbon, Bồ Đào Nha. Sau một cuộc Duyệt binh Hạm đội nhân kỷ niệm 20 năm thành lập Khối NATO do Nữ hoàng Elizabeth II của Anh chủ trì, nó lên đường vào ngày 17 tháng 5 để quay trở về nhà, và về đến Norfolk vào ngày 2 tháng 6; tuy nhiên nó chỉ về đến cảng nhà Newport một tháng sau đó, vào ngày 1 tháng 7. Nó ở lại cảng trong sáu tuần trước khi lên đường vào ngày 19 tháng 8 để chuyển đến cảng nhà mới Charleston, South Carolina.
Vesole hoạt động thường lệ từ cảng nhà mới đến hết năm 1969 và sang đầu năm 1970; nó khởi hành vào ngày 3 tháng 3 khi được phái sang hoạt động cùng Lực lượng Trung Đông. Hành trình kéo dài vòng qua mũi Hảo Vọng, và có các chặng dừng để tiếp nhiên liệu tại Bridgetown, Barbados; Monrovia, Liberia; Luanda, Angola; và Lourenco Marques, Mozambique. Nó trình diện để phục vụ cùng Tư lệnh Lực lượng Trung Đông tại cảng Diego Suarez, Madagascar vào đầu tháng 4; thành phần hải đội này bao gồm soái hạm Valcour (AGF-1), một tàu tiếp liệu thủy phi cơ được cải biến thành tàu chỉ huy, cùng hai tàu khu trục được luân phiên phục vụ mỗi sáu tháng, nhưng hoạt động độc lập với nhau.
Trong giai đoạn hoạt động tại Ấn Độ Dương từ tháng 4 đến tháng 9, 1970, Vesole lần lượt viếng thăm Mombasa, Kenya; Diego-Suarez, Madagascar; Djibouti (lúc này còn thuộc Somaliland thuộc Pháp); Asmara, Eritrea (lúc đó là Ethiopia; Bahrain; Bandar Abbas, Iran; Dhahran, Ả-Rập Xê-Út; Karachi, Pakistan; Cochin, Ấn Độ; Colombo, Ceylon; Malé, Maldives; và Victoria, Seychelles. Tại Malé, nó đã đón lên tàu Robert Strausz-Hupé, Đại sứ Hoa Kỳ tại Ceylon để chiêu đãi nhân dịp kỷ niệm năm năm Cộng hòa Maldives được độc lập; và vị đại sứ đã trao tặng cho tổng thống Maldives một viên đá mặt trăng lấy được trong Chương trình Apollo. Con tàu quay trở về Charleston vào tháng 10 sau hành trình đi ngang qua Lourenco Marques, Luanda, Dakar thuộc Senegal và St. John’s, Antigua và Barbuda.

### 1971 - 1976
Vesole tiếp tục hoạt động dọc theo vùng bờ Đông Hoa Kỳ trong gần một năm tiếp theo. Nó đã tham gia các cuộc thử nghiệm tên lửa chống hạm AGM-84 Harpoon và tên lửa đạn đạo phóng từ tàu ngầm UGM-73 Poseidon, phục vụ canh phòng máy bay cho các tàu sân bay trong hoạt động huấn luyện chuẩn nhận phi công tàu sân bay, cũng như tham gia nhiều cuộc tập trận. Nó khởi hành từ Charleston vào ngày 23 tháng 9, 1971 để đi sang phục vụ cùng Lực lượng Trung Đông; và sau hành trình đi ngang qua Recife, Brazil cùng nhiều cảng châu Phi khác, nó đi đến Majunga, Malagasy vào ngày 29 tháng 10. Như thường lệ, con tàu đã viếng thăm thiện chí nhiều cảng trong khu vực trong suốt bốn tháng hoạt động, cho đến khi được tàu khu trục Charles P. Cecil (DD-835) thay phiên tại Mombasa vào tháng 2, 1972. Nó lên đường quay trở về nhà ngang qua mũi Hảo Vọng và vượt Đại Tây Dương, về đến Charleston vào ngày 11 tháng 3, rồi hoạt động tại chỗ từ cảng Charleston cho đến ngày 5 tháng 7, khi nó đi vào Xưởng hải quân Charleston để được đại tu trong bốn tháng.
Sau khi rời xưởng tàu vào tháng 11, 1972, Vesole tiến hành chạy thử máy và huấn luyện ôn tập cho đến tháng 3, 1973, rồi quay trở lại Charleston vào ngày 19 tháng 3 để cải biến hệ thống động cơ sang sử dụng nhiên liệu chưng cất hải quân. Khi công việc hoàn tất vào ngày 24 tháng 5, nó trở ra biển để chạy thử máy và hoạt động thường lệ cùng Đệ Nhị hạm đội. Con tàu khởi hành từ Charleston vào ngày 27 tháng 7 để tham gia cuộc Tập trận UNITAS XIV, một loạt các lượt thực tập song phương phối hợp với hải quân các nước Nam Mỹ. Trong đợt tập trận này, nó đã băng qua kênh đào Panama để hoạt động bên phía bờ biển Thái Bình Dương cùng Hải quân Peru và Hải quân Chile, và sau đó huấn luyện phối hợp với tàu chiến của Colombia, Brazil, Uruguay và Argentina. Nó hoàn tất đợt Tập trận UNITAS khi về đến Charleston vào ngày 15 tháng 12.
Trong gần một năm tiếp theo, Vesole tiếp nối những hoạt động thường lệ cùng Đệ Nhị hạm đội từ cảng Charleston, bao gồm các cuộc thực tập tác xạ, bắn ngư lôi và phóng tên lửa ASROC, cũng như huấn luyện phối hợp cùng tàu sân bay. Nó khởi hành từ Charleston vào ngày 15 tháng 11, 1974 cho một lượt biệt phái phục vụ cùng Đệ Lục hạm đội tại Địa Trung Hải, sau bốn năm ngắt quãng; đợt hoạt động này kéo dài cho đến ngày 5 tháng 5, 1975, khi nó rời Rota để quay trở về Hoa Kỳ, về đến Charleston vào ngày 15 tháng 5. Sau một giai đoạn được bảo trì cặp bên mạn tàu tiếp liệu khu trục Sierra (AD-18), nó tiếp nối những hoạt động từ cảng Charleston.
Vào ngày 6 tháng 1, 1976, Vesole khởi hành từ Charleston cho lượt biệt phái phục vụ ra nước ngoài sau cùng, tại Địa Trung Hải cùng với Đệ Lục hạm đội. Nó đi đến Rota vào ngày 17 tháng 1 rồi ra khơi hai ngày sau đó, tham gia cuộc Tập trận Silver Fox được tổ chức tại Hắc Hải, rồi được cử đi trong thành phần một lực lượng hải quân dự phòng được phái đến khu vực Đông Địa Trung Hải từ ngày 3 tháng 4 đến ngày 15 tháng 5, do những bất ổn và xung đột giữa các phe phái trong cuộc Nội chiến Liban. Chiếc tàu khu trục hoàn tất lượt phục vụ khi về đến Charleston vào ngày 28 tháng 7.
Vesole được cho xuất biên chế tại Charleston, Nam Carolina, đồng thời rút tê khỏi danh sách Đăng bạ Hải quân vào ngày 1 tháng 12, 1976. Một dự định nhằm chuyển giao con tàu cho một hải quân đồng minh đã không được xúc tiến, và con tàu bị đánh chìm như một mục tiêu trong một cuộc tập trận bắn đạn thật ngoài khơi Puerto Rico vào ngày 14 tháng 4, 1983.

## Phần thưởng
Vesole được tặng thưởng hai Ngôi sao Chiến trận do thành tích phục vụ trong Chiến tranh Việt Nam.